# Тойдт, Вильгельм
Вильгельм Тойдт (нем. Wilhelm Teudt, 7 декабря 1860, Бергкирхен — 5 января 1942, Детмольд) — немецкий теолог, руководящий сотрудник Аненербе.

## Биография
Изучал теологию в Берлине, Лейпциге, Тюбингене и Бонне. В 1885 г. стал пастором в Шаумбург-Липпе. В 1895—1908 гг. возглавлял церковную миссию во Франкфурте-на-Майне. С 1908 г. управляющий делами Союза по изучению естествознания им. Кеплера. В 1909 г. опубликовал книгу «В интересах науки», в которой подвергал критике теории Эрнста Геккеля. Участник Первой мировой войны.
В 1921 г. основал в Детмольде Союз херусков — подгруппу организации Эшериха. В 1928—1929 гг. руководил местной группой антисемитского Германского союза. На протяжении 1920-х гг. Тойдт занимался историей германцев и в 1928 г. основал Объединение друзей германской древней истории, а затем и журнал «Germanien». Некоторое время был членом Германской национальной народной партии.
После прихода к власти нацистов вступил в НСДАП. Поддерживал контакты с Альфредом Розенбергом и Генрихом Гиммлером, однако затем склонился в сторону последнего. Так, Тойдт объявил территорию к юго-западу от Детмольда «священной рощей воспоминаний», в связи с чем Гиммлер тут же указал на это пространство как на «мировоззренческую сферу интересов СС». С 1935 г. профессор. В 1936—1938 гг. возглавлял учебно-исследовательский отдел германистики Аненербе, однако в результате конфликта с Гиммлером вышел из общества. В 1939 г. основал в Детмольде Общество Оснингсмарка.
Согласно учению Тойдта, древние германцы имели высокоразвитую культуру ещё до соприкосновения с римлянами и западными франками. Христианизация Германии означала слом этой древней культуры. Также, по мнению Тойдта, преобладающим материалом у германцев было дерево — по этой причине не сохранилось памятников искусства германской древности; Экстернштайне (группу утёсов из песчаника в Тевтобургском Лесу) Тойдт считал произведением германцев, призванным изображать ирминсуль, мировое древо.
Теории Тойдта оказали влияние на эзотерические и неоязыческие круги.

## Награды
- Медаль Гёте за искусство и науку (1940)

## Сочинения
- Nationale Ansiedlung und Wohnungsreform. o.O. (Frankfurt) 1899 (Gemeinsam mit J. Latscha).
- Im Interesse der Wissenschaft. Haeckels Fälschungen und die 46 Zoologen. Naturwissenschaftlicher Verlag des Keplerbundes, Godesberg 1909.
- Die deutsche Sachlichkeit und der Weltkrieg. Ein Beitrag zur Völkerseelenkunde. Godesberg 1917.
- Germanische Heiligtümer. Beiträge zur Aufdeckung der Vorgeschichte, ausgehend von den Externsteinen, den Lippequellen und der Teutoburg. Eugen Diederichs Verlag, Jena 1929—1936.
- Gottlieder für deutsche Menschen. Leipzig 1934.
- Wilhelm Teudt im Kampf um die Germanenehre. Eine Auswahl von Teudts Schriften. Verlag von Velhagen & Klasing, Bielefeld und Leipzig 1940.